# Шварцхофен
Шварцхофен (њем. Schwarzhofen) град је у њемачкој савезној држави Баварска. Једно је од 33 општинска средишта округа Швандорф. Према процјени из 2010. у граду је живјело 1.458 становника. Посједује регионалну шифру (AGS) 9376164.

## Географски и демографски подаци
Шварцхофен се налази у савезној држави Баварска у округу Швандорф. Град се налази на надморској висини од 382 метра. Површина општине износи 36,1 km². У самом граду је, према процјени из 2010. године, живјело 1.458 становника. Просјечна густина становништва износи 40 становника/km².